# Kékszárnyú réce
A kékszárnyú réce (Anas discors) a madarak osztályának lúdalakúak (Anseriformes) rendjébe és a récefélék (Anatidae) családjába tartozó faj.

## Elterjedése, élőhelye
Észak-Amerikában elterjedt, télen Közép-Amerikába és Dél-Amerikába vonul. Kedveli a sekély tavakat.

## Megjelenése
Testhossza 35-41 centiméter, testtömege 320-500 gramm, a tojó valamivel kisebb és könnyebb a hímnél.
|  |  |

## Szaporodása
|  |

## Magyarországi előfordulása
Hazánkban eddig egy alkalommal fordult elő. 2006. április 10. - május 1. között figyeltek meg 2 hím egyedet Mekszikópusztán.

## Képek
|  |